# Acantharctia intermarginalis
Acantharctia intermarginalis är en fjärilsart som beskrevs av Hampson, sensu Rothschild 1910. Acantharctia intermarginalis ingår i släktet Acantharctia och familjen björnspinnare. Inga underarter finns listade i Catalogue of Life.